# カナディアン・ロコモティブ・カンパニー
カナディアン・ロコモティブ・カンパニー(Canadian Locomotive Company / CLC)は、カナダのオンタリオ州キングストンにあった蒸気機関車およびディーゼル機関車の製造会社である。その工場はオンタリオ湖畔に面していた。

## 歴史

### キングストン・ロコモティブ・ワークスの設立と倒産
CLCの前身は1848年に業務を開始したオンタリオ鋳造工場である。のちにキングストン・ロコモティブ・ワークスとなった。そこで初めて蒸気機関車が製造されたのは1854年12月20日であり、それはカナダのグランド・トランク鉄道(GTR))の最初の4両の機関車であった。翌々年の10月と11月に、さらに5両を受注した。しかし、1860年の破綻までに製造した機関車は3ダースに満たないものであった。
1865年にカナディアン・エンジン&マシナリー・カンパニー(CL&EC)がその後継として設立されたが、第二次産業革命による1878年から1879年にかけての不況でまたも経営危機に陥り、倒産に至った。1878年2月に再建され、新たにカナディアン・ロコモティブ&エンジン・カンパニーとなった。さらに1881年4月に建て直しが図られ、業務は拡充された。
カナダ太平洋鉄道(CPR)の株主たちは、CL&ECの大部分を保有していた。CPRのための業務を拡充するためにCL&ECに資本が必要となったとき、彼らはスコットランドのグラスゴーの機関車製造会社、ダブスに株を売却した。CL&ECはCPRの主たる車両供給者となり、長年に渡り、CPRの保有する機関車の3分の1を製造した。これらのダブスのボイラを使った機関車は耐久性があり、長年に渡って使用された。

### CLCの成立と成功
1900年1月、CPRとGTRが自前で機関車を調達する決定をしたため、CL&ECはまたも倒産し、工場は閉鎖された。CL&ECは新たな投資家たちの手に渡り、1901年2月にカナディアン・ロコモティブ・カンパニーが設立された。1週間に1両のペースで機関車を製造できるようになった。1911年6月、またも新たな経営者のもとで再建されたが、会社名は変更されなかった。
CLCは二度の世界大戦において、ライバルであるモントリオール・ロコモティブ・ワークスやCPRなどとともに、武器や軍需物資を製造した。多くの機関車もまた戦争用や戦後の復興用として製造された。
第二次世界大戦の終わりまでに蒸気機関車の技術はピークを迎えたが、フランスやベルギー、インドへの輸出用を除いて製造数は減少した。CLCはディーゼル機関車製造の必要性を感じたが、経験のなさと、アメリカでは既にディーゼル機関車メーカーが存在したこととにより、考えあぐねていた。

### アメリカのための製造会社として
1948年、CLCはボールドウィンのカナダ代理店となった。ボールドウィンは、ホイットコム・ロコモティブ・ワークスの親会社である。しかしながら、このコラボレーションは失敗に終わった。ホイットコムがカナディアン・ナショナル鉄道(CNR)向けに製造したスターリングエンジンは問題が多く、ボールドウィンに発注された両数は控えめであった。そこで、CLCは、機関車製造事業に進出する機会をうかがっていたフェアバンクス・モースに接近した。ボールドウィンが持つCLC株は、1950年に新たに設立されたカナディアン・フェアバンクス・モースに売却された。発注される規模は拡大し、とくにトレインマスターやコンソリデーテッド・ライン(通称Cライナー)がその代表である。
しかしながら、フェアバンクス・モースの設計は、アメリカン・ロコモティブの設計によるモントリオール・ロコモティブ・ワークス(MLW)製のものやエレクトロ・モーティブ・ディーゼル(EMD)の設計によるゼネラルモーターズ・ディーゼル(GMD)製のものが開拓した市場にはマッチしなかった。1957年までに発注はなくなり、フェアバンクス・モースはアメリカでもカナダでも機関車製造事業から撤退してしまう。ボールドウィンとMLWもやがて撤退し、カナダ市場においてはゼネラル・エレクトリックとGMDのみが残った。
それ以前に、CLCは政府機関の援助を受けて、ダベンポート・ベスラー設計の小型の産業機関車を海外に輸出することを考えていた。1955年、CLCはポーターの機関車を製造していた同社を買収してカナダ唯一の液体式ディーゼル機関車を製造、CPRに納めた。
1965年7月26日、CLCはフェアバンクス・モース（カナダ）となり、カナダでの独立した企業ではなくなった。フェアバンクス・モースとして工業用機械や船舶エンジン、ハカリなどの分野に進んだために機関車の製造は減少した。1969年4月のストライキにより、6月には工場を閉鎖。1971年には3000両の機関車を製造し、カナダ第二位の機関車製造規模を誇った工場は取り壊された。